# Tyco International
Tyco International Ltd. NYSE: TYC è una multinazionale con sede legale in Svizzera e sede operativa a Princeton, nel New Jersey (USA).
Fondata nel 1960 da Arthur J. Rosenburg, la Tyco Inc. è stata concepita come società di investimento su due principali ambiti di mercato, i semiconduttori e la ricerca sui materiali. Nel 2016 si fonde con la Johnson Controls.

## Storia

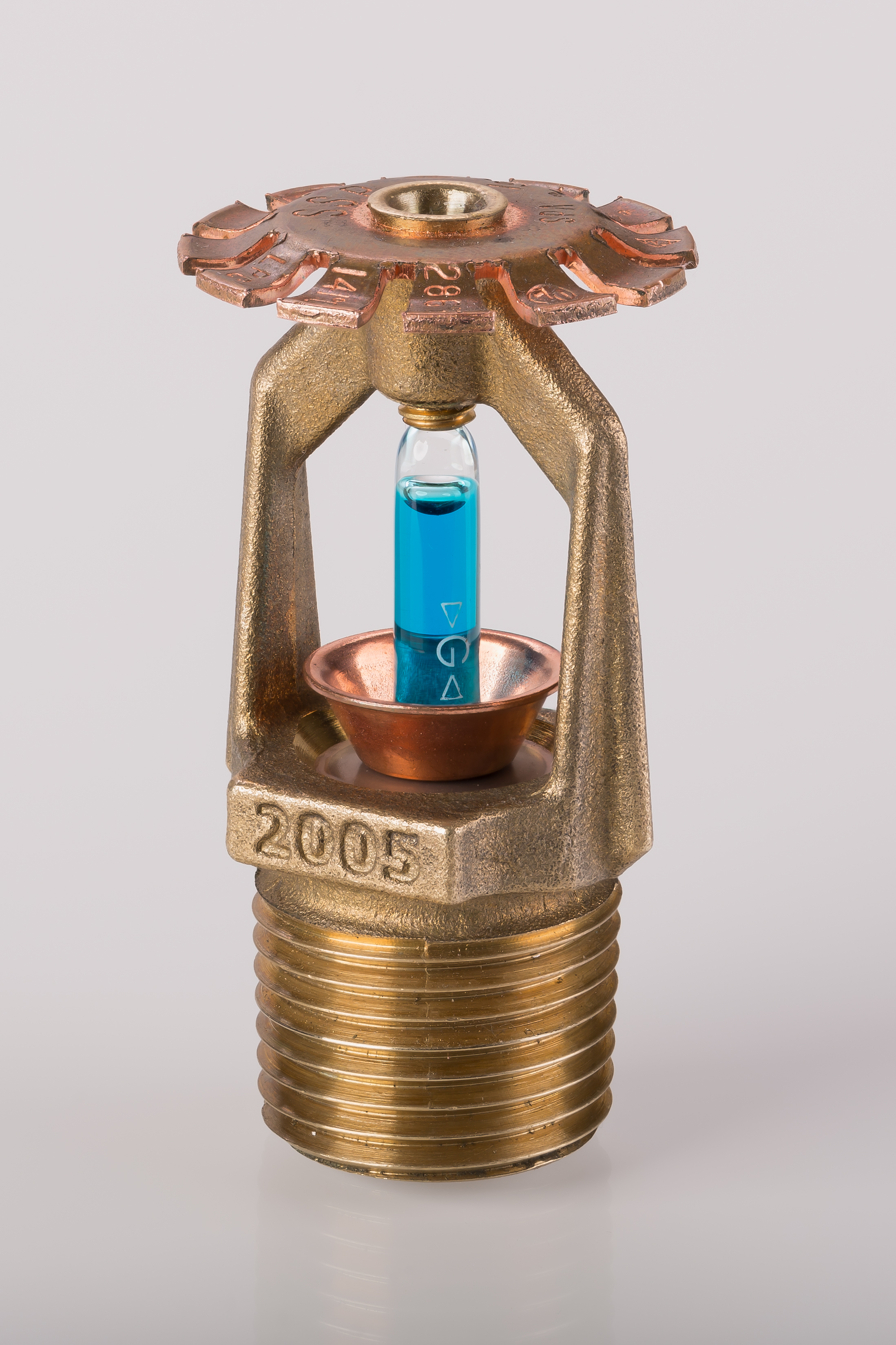
Tyco Standard Spray Sprinkler

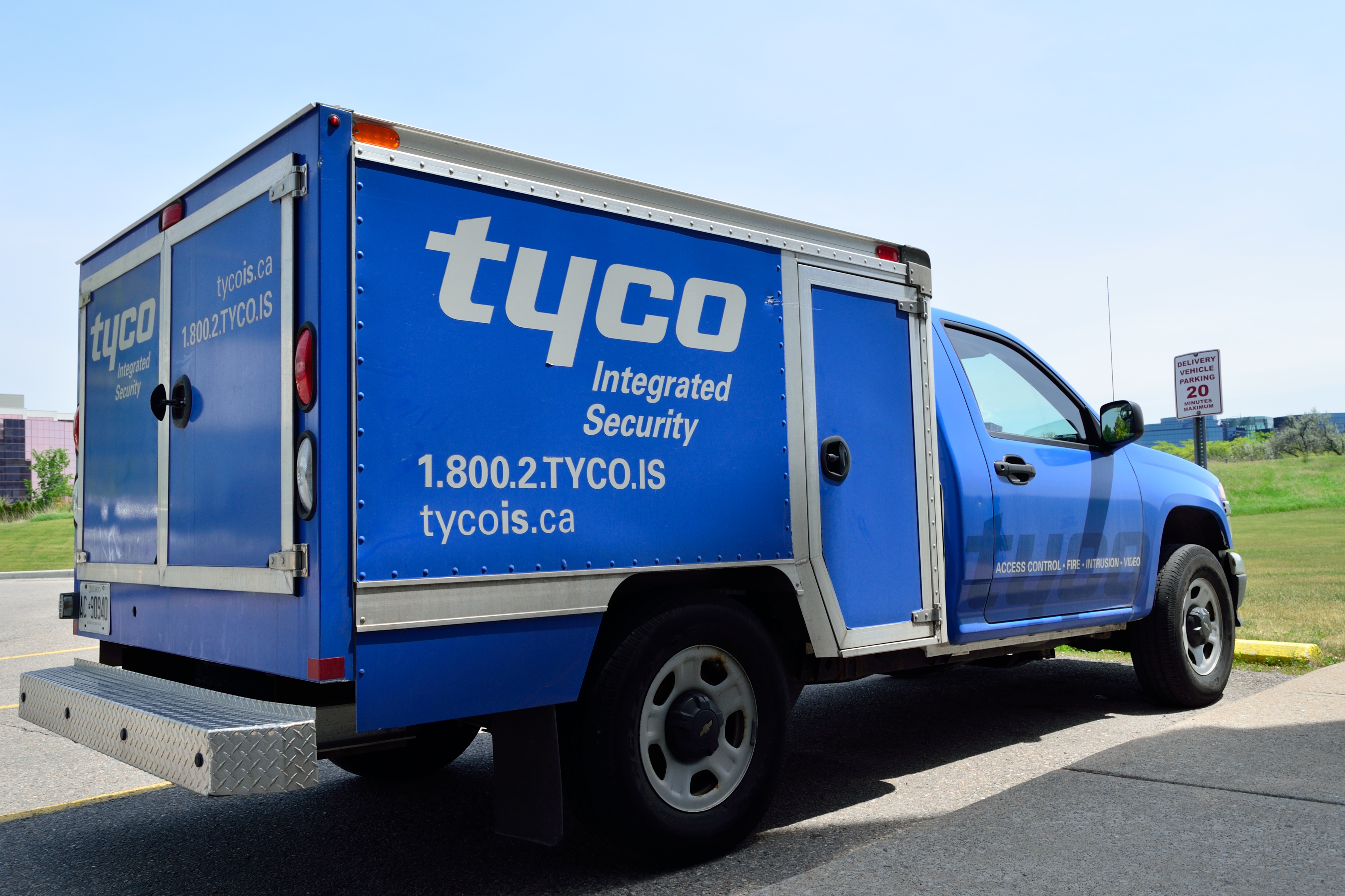
Autoveicolo aziendale Tyco

Fondata da Arthur J. Rosenberg nel 1960, nei primi due anni l'interesse dell'azienda si è focalizzato principalmente su sperimentazioni per il Governo degli Stati Uniti negli ambiti privati.
Due anni dopo, nel 1962, tale interesse si è andato a spostare sulle ricerche sui materiali ad alta tecnologia, e su prodotti per la conservazione dell'energia.
Ma è negli anni settanta che si verifica il vero e proprio boom per la Tyco, realizzando un giro d'affari di diversi milioni di dollari. Nel 1972, Tyco entra a far parte delle aziende quotate al New York Stock Exchange (NYSE).
Con la fine del decennio, Tyco raggiunge le più alte quote di mercato e acquisisce aziende del calibro di Simplex Technology, Grinnell Fire Protection Systems, Armin Plastics e la Ludlow Corporation.
Dopo tale periodo in cui l'azienda si è dimostrata molto aggressiva sul mercato, il management viene focalizzato nella riorganizzazione delle acquisizioni. Tyco suddivide quindi il proprio processo produttivo in tre principali categorie: dispositivi antincendio, elettronica e packaging.
Al termine di questa riorganizzazione, l'azienda riprende con la sua strategia di crescita basata su nuove acquisizioni, questa volta con Grinnell Corporation, Allied Tube and Conduit, e con la Mueller Company. Di nuovo, Tyco riorganizza nuovamente se stessa in quattro divisioni: Componentistica elettrica ed elettronica, healthcare e prodotti specialistici, dispositivi antincendio e controllo traffico aereo. Quest'ultima categorizzazione rimarrà invariata fino all'anno 2007, quando l'allora CEO Ed Breen decide di rimuovere i primi due settori per andare a creare tre nuove aziende indipendenti.
Nel 1992, Dennis Kozlowski diviene CEO della Tyco International, mentre l'azienda continua con la sua politica aggressiva di acquisizioni: tra il 1999 ed il 2001 si stima che abbia inglobato oltre 1000 altre aziende.
Le principali acquisizioni negli anni '90 includono: Wormald International Limited, Neotecha, Hindle/Winn, Classic Medical, Uni-Patch, Promeon, Preferred Pipe, Kendall International Co., Tectron Tube, Unistrut, Earth Technology Corporation, Professional Medical Products, Inc., Thorn Security, Carlisle, Watts Waterworks Businesses, Sempell, ElectroStar, American Pipe & Tube, Submarine Systems Inc., Keystone, INBRAND, Sherwood Davis & Geck, United States Surgical, Wells Fargo Alarm, AMP, Raychem, Glynwed, Temasa e la Central Sprinkler designs.
Al fine di ribadire la presenza globale di Tyco e delle sue acquisizioni, nel 1993 il nome dell'azienda viene sostituito, da Tyco Laboratories Inc. a Tyco International Ltd. Inoltre, Tyco pubblica "The Pipeline", una pubblicazione interna per i suoi dipendenti; verrà poi rinominata in Tyco World fino al suo ultimo numero, quello di aprile-maggio 2006.
Nel 1996, la Tyco viene inclusa nello Standard & Poor's S&P 500 Composite Index, che consiste in un elenco delle 500 aziende degli Stati Uniti di maggior rilievo azionario. Nel 1999 vengono acquisite due aziende incluse nella S&P 500, la AMP Inc. per 12,22 miliardi di US$ e la Raychem Corp. per 1,4 miliardi di US$. Poi, nel 2000, l'azienda conclude un accordo con la AT&T per la stesura di cavi sottomarini a fibra ottica.

La politica aggressiva fatta di acquisizioni strategiche si protrae anche dopo il 2000, con General Surgical Innovations, Siemens Electrochemical Components, AFC Cable e con Praegitzer. Poi nel 2001 viene acquisita inoltre la Mallinckrodt Inc. e la Simplex Time Recorder Company che nel frattempo si era fusa con la Grinnell Fire Protection formando una controllata, la SimplexGrinnell LP, la più importante azienda di dispositivi antincendio del mondo. Alla fine di settembre 2001 il valore di mercato oltrepassa i 110 miliardi di dollari, anche se intanto il debito dell'azienda era più che raddoppiato, raggiungendo gli 80 miliardi di dollari. Nell'ottobre 2001, la divisione Products and Services acquisisce la Century Tube Corp, seguita poi a novembre dalla Water & Power Technologies e dalla Transpower Technologies. A novembre, è la volta di LINQ Industrial Fabrics, Inc.
A seguito della complessa gestione di tutte le aziende acquisite, nel gennaio 2002 viene presentato un progetto di scissione in quattro diverse aziende, progetto che verrà in seguito abbandonato dopo la significativa caduta del valore di mercato delle azioni Tyco.
Alla fine del mese vengono acquisite la Communications Instruments, la Paragon Trade Brands, la Clean Air Systems, la SBC/Smith Alarm Systems, la DSC Group e la Sensormatic Electronics Corp.
A fronte di tutte le acquisizioni del 2002, Tyco incorre però in significative perdite. Le aziende non reggono ed hanno bisogno di riorganizzazioni interne molto costose, specie quelle raggruppate nella sezione elettronica. In totale, le perdite dell'anno ammontano a 9 miliardi di dollari. Il valore di mercato collassa.
Oltre a questo, Tyco viene coinvolta in un grosso scandalo finanziario per abuso d'ufficio da parte del CEO L. Dennis Kozlowski e dei suoi amministratori delegati. Kozlowski decide di dimettersi ed il ruolo provvisorio di CEO viene assegnato a John F. Fort. Come conseguenza, il 17 giugno 2002, Tyco presenta un esposto contro il capo del consiglio di amministrazione Mark H. Swartz e contro il direttore delegato Frank E. Walsh.
A luglio 2002, il ruolo di CEO viene assegnato ad Edward D. Breen, con un mandato iniziale triennale. Breen ha già ricoperto in passato il ruolo di direttore di Motorola.
Il nuovo CEO mette al timone dell'azienda il suo team di collaboratori, scalciando quella che era stata la vecchia guardia dell'azienda. Avvengono inoltre diverse ricollocazioni di personale a livello dirigenziale.
Il 27 novembre 2002, lo stato del New Jersey fa causa alla Tyco per violazione dello statuto anticorruzione RICO. A fronte di questo, le rappresentanze dirigenziali dell'azienda vengono coinvolte in più di venti diversi capi d'accusa derivanti da class-action.
La maggior parte di questi casi vengono trasferite alla Corte Distrettuale degli Stati Uniti per il distretto del New Hampshire.
Il 16 febbraio 2006, un gruppo di investitori istituzionali, attori nella causa legale contro Tyco International, bloccano il piano di breakup. Nonostante il flusso di cassa molto forte, la crescita del fatturato e i debiti in calo, Tyco e il board di amministrazione decidono di separare Tyco in tre società distinte. La separazione avviene nel luglio 2007 con la creazione di
- Covidien Ltd. (già Tyco Healthcare)
- Tyco Electronics Ltd. (ovvero TE Connectivity)
- Tyco International Ltd. (già Tyco Fire & Security e Tyco Engineered Products & Services (TFS/TEPS))

### Scandalo del 2002
Il presidente e chief executive officer Dennis Kozlowski e il chief financial officer Mark H. Swartz vengono accusati di furto per 150 milioni di US$ dalla società. Il 17 giugno 2005, Kozlowski e Swartz vennero condannati solo per un capo di imputazione su 30 iniziali. La sentenza poteva avere conseguenza fino a 25 anni di prigione ma Kozlowski e Swartz presero otto anni e quattro mesi. Nel maggio 2007, il giudice del New Hampshire Federal District Court Judge, Paul Barbadoro approvò una class action verso Tyco che pagò 2,92 miliardi di US$ (assieme a 225 milioni di US$ da Pricewaterhouse Coopers, loro auditors) agli azionisti rappresentati da Grant & Eisenhofer P.A., Schiffrin, Barroway, Topaz & Kessler, e Milberg Weiss & Bershad.
Il 17 gennaio 2014, Kozlowski viene messo in libertà condizionata, dal Lincoln Correctional Facility di New York City.

## Fatturato per anno
| Anno                           | 2011  | 2010  | 2009  | 2008  | 2007   | 2006  | 2005  | 2004  | 2003  | 2002  | 2001  | 2000  | 1999  | 1998  | 1997 |
| ------------------------------ | ----- | ----- | ----- | ----- | ------ | ----- | ----- | ----- | ----- | ----- | ----- | ----- | ----- | ----- | ---- |
| Fatturato (in miliardi di US$) | $17.3 | $17.0 | $17.2 | $20.2 | $18.5* | $41.0 | $39.3 | $38.0 | $36.8 | $35.6 | $34.0 | $28.9 | $22.5 | $19.1 | $6.6 |

* Nota: spin off di tre società Tyco.